# Arthdal Chronicles
Arthdal Chronicles (Hangul: 아스달 연대기, RR: Aseudal yeondaegi), es una serie de televisión surcoreana transmitida del 1 de junio del 2019 hasta el 22 de septiembre del 2019, a través de tvN.

## Historia
En una mítica tierra llamada Arth, los habitantes de la antigua ciudad de Arthdal pelean por el poder, mientras que algunos encuentran el amor en el camino. Eun-seom, deberá atravesar varias dificultades para poder revivir a su tribu y en el proceso, descubrirá el verdadero origen de su procedencia.

## Reparto[8]

### Personajes principales[9]
| Actor                                   | Personaje                                                      | N.º de episodios | Notas |
| --------------------------------------- | -------------------------------------------------------------- | ---------------- | --- |
| Song Joong-ki Kim Ye-joon               | Eun-seom / Saya (de adulto) Eun-seom / Saya (de pequeño)       | 18 / 12 -        | Eun-seom: es el hijo biológico de Asa Hon y Ragaz, y el medio hermano perdido de Saya, ambos son Igutus (una combinación de raza mixta de Saram ((raza humana) y Neanthal), una descendencia no aceptada en Arthdal. Ambos nacen durante la Gran Guerra (inglés: "Great War"), el día de sus nacimientos un cometa azul ilumina el cielo, y según una vieja profecía de Arthdal dice que "el niño que nazca el día en que aparece el cometa azul traerá calamidades", su madre temiendo por la vida de Eun-seom decide huir con él mantenerlo a salvo, por lo que se dirigen a Iark, sin embargo Asa Hon muere durante el viaje y Eun-seom es criado como parte de la tribu Wahan. Eun-seom tiene una apariencia única, ya que tiene labios morados y cicatrices en su espalda, también es capaz de copiar cualquier maniobra después de verla solo una vez, sin importar cuán complicada sea. Por lo que decide aprender la complicada danza de las madres espirituales y ayudar a Tan-ya a aprendérsela. También es un gran cazador y un joven hombre extremadamente fuerte y rápido, sin embargo a pesar de haber sido criado en Wahan, Eun-seom todavía siente que es un extraño y su única confidente es Tan-ya, a quien considera su familia y de quien se enamora. Sus habilidades y personalidad sobresaliente le ocasionan muchos problemas, por lo que está al borde de ser desterrado de Wahan. Cuando la tribu Wahan es aplastada y algunos de sus miembros capturados por Ta-gon y sus tropas Daekan, Eun-seom decide en secreto ir a Arthdal para rescatarlos. Pronto Eun-seom se convierte en el enemigo más poderoso de Ta-gon, quien lucha por destruirlo. Saya: es también el hijo biológico de Asa Hon y Ragaz, así como el hermano gemelo perdido de Eun-seom. Como su hermano es un Igutu (una combinación de sangre mixta de humano y Neanthal). Ragaz huye con él cuando se encuentra con Moo-baek y sus soldados, sin embargo durante la lucha, Ragaz muere, al ser alcanzado por una flecha disparada por Ta-gon. Cuando Ta-gon encuentra a Saya escondido en un arbusto decide adoptarlo y se lo lleva a Tae Al-ha para que lo críe en secreto por lo que pasa gran parte de su vida escondido en la sección más alta de la Fortaleza de Fuego (inglés: "Fortress of Fire"). A pesar de haber sido criado por Tae Al-ha, demuestra ser manipulador y vengativo cada vez que frustra sus planes, ya que en parte la consideraba responsable del asesinato de su primer amor, Sae Na-rae. Después de conocer a Tan-ya se vuelven cercanos y poco a poco comienza a enamorarse de ella. |
| Jang Dong-gun Jung Jae-won Moon Woo-jin | Ta-gon (de adulto) Ta-gon (de adolescente) Ta-gon (de pequeño) | 18 -             | Es el primer hijo de Sang-un, el líder de la Unión Arthdal y el amante de Tae Al-ha, así como el padre adoptivo de Saya. Bendecido con inteligencia y fuerza, Ta-gon demuestra ser un genio estratega y guerrero en jefe como líder de las tropas Daekan. Luego de la victoria durante la Gran Guerra contra los Neanthals, se convierte en el héroe gracias a su estrategia de guerra, poco después de la guerra, su padre declara la Gran Cacería y ordena el genocidio de los Neanthal, Ta-gon como líder de las tropas demuestra una gran habilidad y bajo su liderazgo las tribus rebeldes se rinden, lo que aumenta su reputación. Sin embargo al darse cuenta de que la popularidad de su hijo sigue creciendo, Sang-un intenta derrocarlo y atraparlo, lo que inicia una guerra entre ellos que termina en Ta-gon tomando control de Arthdal sobre su padre. Poco a poco se revela que Ta-gon en realidad es un Igutu (una combinación de sangre mixta de humano y Neanthal) y que solo San-ung, Eun-seom, Saya y Tae Al-ha lo saben. |
| Kim Ji-won Heo Jung-eun                 | Tan-ya (de adulta) Tan-ya (de pequeña)                         | 18 -             | Es la hija de Yeol-so y una sacerdotisa de Wahan, así como una verdadera descendiente directa de Asa Sin y la Sumo Sacerdote de Arthdal. El día en que nació, su madre murió antes de poder conocer a su amada hija, Tan-ya nació el mismo día en que Eun-seom y Saya y el mismo día en que el cometa azul cruzó el cielo. Es una mujer inteligente y brillante, así como una guerrera capaz de quitarle la vida a un adulto. En Iark, una tierra en donde ni siquiera se ha inventado el arco y la flecha, ella usa una honda como su herramienta de casa. Como sacerdotisa de la raza Saram debe tener la capacidad de soñar para poder calificar como la próxima Gran Madre Espiritual de Wahan, es por eso que su vida a estado llena de entrenamiento y prácticas, sin embargo no ha podido dominar la danza espiritual de generaciones de madres espirituales. Un día, viendo a Tan-ya frustrada y presionada, Eun-seom (un joven con quien ha crecido) decide aprender en secreto la danza espiritual y enseñársela. Al principio cuando Tan-ya descubre que Eun-seom tiene sueños, sospecha y siente celos de él, sin embargo poco a poco comienzan a enamorarse. Sus vidas son pacíficas hasta que las fuerzas Daekan de Arthdal llegan a la aldea de Wahan, donde son capturados y llevados a la lejana tierra de Arthdal. Poco a poco Tan-ya comienza a sentir su destino conforme el hijo del cometa azul se acerca a ella. |
| Kim Ok-bin Kim Seo-yeon                 | Tae Al-ha (de adulta) Tae Al-ha (de joven)                     | 18 -             | Es la hija de Hae Mi-hol (el Jefe de la Tribu Hae), así como una política, científica y guerrera ambiciosa, y la amante de Ta-gon. Como una descendiente de los Hae, fue criada para ser experta en diversos campos de la ciencia, sin embargo su verdadero interés está en el poder. Desde muy temprana edad, Al-ha se dio cuenta de que si no te vuelves fuerte o estás parado cerca de una persona con poder, mueres. Por lo que en lugar de dominar la ciencia, prefería controlar a los científicos, ya que considera que influir en la gente la ayudará a alcanzar sus objetivos y la cúspide del poder. Con una visión y poder analítico comparables a los de su padre y gracias a la historia, Al-ha predice que Arthdal está al borde del cambio y creyendo que las naciones nacen en medio de tormentas y deseos, encuentra a Ta-gon, quien se convierte en el nuevo héroe de la Unión Arthdal. Ahora como camarada política y amante de Ta-gon, A-ha disfruta de un gran poder, sin embargo todo cambia cuando un fuerte rival aparece en un lugar inesperado. |

### Personajes recurrentes

#### Arthdal (Tribu Saenyeok, Fuerzas Daekan)
| Actor           | Personaje        | N.º de episodios | Notas |
| --------------- | ---------------- | ---------------- | --- |
| Kim Eui-sung    | San-ung          | -                | Es el padre de Ta-gon y Dan-byeok, así como el Jefe de la Tribu Saenyeok y Líder de la Unión Tribla Arthdal (inglés: "Arthdal Tribal Union"). Es un hombre inteligente, justo y valiente que asume el cargo de líder de la unión a una edad temprana, su capacidad de abrazar e incluir a otros hacen que la gente quisiera seguirlo. A pesar de obtener una triunfante victoria durante la Gran Guerra contra el Neanthal, él héroe de está fue su hijo, Ta-gon. Sus celos por su hijo y la creciente eminencia de Ta-gon que amenaza su posición como líder de la unión tribal, hacen que San-ung tome una terrible determinación en su corazón. |
| Park Byung-eun  | Dan-byeok        | -                | Es el hijo de San-ung y el medio hermano menor de Ta-gon. Es el actual general de las fuerzas de guardia de Arthdal y el sucesor de San-ung, como jefe de la tribu Saenyeok (ya que nadie sabe quién es la madre de Ta-gon). Dan-byeok no entiende porqué su padre odia a Ta-gon, por lo que lo defiende de él desde que eran jóvenes. Es un hombre habilidoso con la espada y un físico superior, por lo que tiene una alta reputación entre las tribus Saenyeok y la Unión. |
| Park Hae-joon   | Moo-baek         | -                | Es un guerrero de las fuerzas de Daekan y el abuelo de Ta-gon. |
| Park Hyung-soo  | Gil-sun          | -                | Originalmente un miembro de las fuerzas de Daekan y actual líder de las tropas de las Fuerzas de la Guardia (inglés: "Guard Forces"). Nació en la tribu "White Mountain" y luchó junto a Ta-gon en la Gran Cacería de Neanthal (inglés: "Great Hunt of Neanthal"). Fue el primero en regresar a Arthdal y ahí como miembro de la guardia es el encargado de mantener la paz. Como un soldado que entiende de política, trabaja bajo los líderes de alto rango, es rápido para entender los intereses que están en juego y cambiar las mareas políticas.                                                                                            |
| Choi Young-joon | Yeon-bal         | -                | Es un guerrero de las fuerzas Daekan, como miembro de la tribu Saenyeok y por lealtad a Ta-gon, realiza las tareas que le asigna según lo ordenado. Con Moo-baek y Gil-sun por encima de él y Mu-gwang y Kitoha por debajo de él, a menudo es molestado y siente que es tratado injustamente. Es un hombre de espíritu libre y amigable, así como inteligente. |
| Hwang Hee       | Moo-kwang        | -                | Es un guerrero de las Fuerzas Daekan y el hermano menor de Moo-baek. Es el encargado de seguir las órdenes de Ta-gon y realizar las tareas crueles y sucias sin consideración moral ni remordimiento. Se siente frustrado con su hermano mayor, a quien no le importa el poder y se muestra firme en su lealtad solo hacia a Unión. Durante la matanza de la gente de Iark fue brutal sin dudarlo. |
| Ki Do-hoon      | Yang-cha         | -                | Es un joven guerrero de las Fuerzas Daekan, experto en el uso de las armas de bronce. Siempre usa una máscara sobre su boca, ya que está cumpliendo un castigo de silencio por algo que sucedió en el pasado. Años atrás Ta-gon le dio a un pequeño Yang-cha una orden secreta y le reveló sus verdaderos sentimientos. Dentro de las tropas de Daekan tiene la fama de estar al mismo nivel que Moo-baek, y es visto como el próximo Guerrero de la siguiente generación. Más tarde es asignado como el guardaespaldas de Tan-ya, se da cuenta de que ésta es la única que puede escuchar sus pensamientos y comienza a sentirse atraído.         |
| Lee Ho-cheol    | Kitoha           | -                | Es un guerrero de las fuerzas Daekan de la tribu "White Mountain", con habilidades de lucha y una poderosa fuerza casi inhumanamente posible. Tiene una personalidad salvaje y le encanta beber y apostar, también es un hombre supersticioso. |
| Song Yoo-taek   | Park Ryang-poong | -                | Es un guerrero de las Fuerzas Daekan, proveniente de una pequeña tribu minoritaria. A diferencia de su apariencia, Ryang-poong es un hombre inteligente y ágil, capaz de completar con precisión sus tareas. |
| Lee Hwang-eui   | Dae-dae          | -                | Es el historiador en Jefe del Castillo de la Unión Tribal (inglés: "Tribal Union Castle") y el jefe de todos los escribas que registran los acontecimientos del castillo, así como un oficial administrativo, que sirve a lado del líder de la Tribu de la Unión. Dae-dae es un erudito que promete una firme lealtad a la propia Unión. |
| Hwang Min-ho    | So-dang          | -                | |
| Kim Jung-woo    | Pyeon-mi         | -                | |

#### Arthdal (Tribu White Mountain)
| Actor         | Personaje    | N.º de episodios | Notas |
| ------------- | ------------ | ---------------- | --- |
| Lee Do-kyung  | Asa Ron      | -                | Es el jefe anciano de la tribu "White Mountain" y uno de los líderes de la Unión Arthdal, encargado de controlar los ritos y las ceremonias religiosas. Como el anciano en jefe tiene la función de dirigir el Gran Templo (inglés: "Great Temple"), el cual sirve a los ocho dioses del Arthdal. Aunque está en la cúspide del poder de Arthdal, le falta una cosa, ya que desciende de una sola casa de la Gran Madre Asa Shin y no de su línea directa, debido a esto, aunque puede comunicar las voluntades de los Dioses, no puede encontrarse con ellos. Es por esto que, Asa Ron no dirige a su clan por la fuerza de sus habilidades innatas, sino por su excelente juicio político. |
| Son Sook      | Asa Sakan    | -                | Es una miembro del Clan Asa y la madre de la Tribu "White Mountain", así como el anciano mayor de la tribu, encargada de proteger las cuevas sagradas de la tribu. Tiene gran poder para influir en las decisiones del Gran Templo y considera que su misión es la de proteger el poder divino del clan Aasa y de la Unión Arthdal. |
| Seo Eun-ah    | Asa Mot      | -                | Es una miembro del clan Asa y la sacerdotisa principal, encargada de organizasr los ritos y ceremonias de Arthdal bajo el mando de Asa Ron, quien confía en ella para administrar el Gran Templo. Asa Mot cree que su cuerpo le pertenece a Airuzu y su corazón a Isodunyong, es una mujer inquebrantable en su fe y principios, así como una fundamentalista aún más fuerte que Asa Ron. |
| Jang Yool     | Asa Yon      | -                | Es un sacerdote del Clan Asa, quien originalmente sirvió en las Cuevas Sagradas de la Montaña White Head (inglés: "Sacred Caves of White Head Mountain") siguiendo a Isodunyong. Cuando Asa Ron lo conoce, lo lleva al Gran Templo donde lo convierte en un sacerdote que sirve a los ocho dioses. Es un hombre inteligente y realista, que a veces choca con Asa Mot. |
| Park Ji-won   | Asa Moo      | -                | Es una hermosa sacerdotisa del Clan Asa, que comunica las palabras de Isodunyeong. Siempre parece que está borracha, ya que arrastra las palabras y tiene una apariencia aturdida.. Le gusta bailar dentro del Gran Templo y grita cuando recibe algún mensaje de los Dioses. |
| Choo Ja-hyun  | Asa Hon      | -                | Es la madre de Eun-seom y Saya, y un miembro del Clan Asa. Fue la encargada de entregar regalos a los Neanthal y fue testigo de la crueldad de la raza Saram. Luego de escapar con el Neanthal, Ragaz se enamoran y tienen dos hijos gemelos, Eun-seom y Saya. Luego de ser perseguida por las tropas de Daekan, Asa Hon lleva a Eun-seom al Gran Acantilado Negro (en inglés: "Great Black Cliff") mientras intenta dirigirse a Iark, sin embargo muere durante el viaje. |
| Song Geon-hee | Lengua Negra | -                | Es la lengua negra de Shahiti En. |
| -             | Asa Shin     | -                | Es la Gran Madre. |

#### Arthdal (Tribu Hae)
| Actor                  | Personaje    | N.º de episodios | Notas |
| ---------------------- | ------------ | ---------------- | --- |
| Jo Sung-ha             | Hae Mi-hol   | -                | Es el jefe de la tribu Hae y el padre de Tae Al-ha. Es el maestro de la ciencia y la información de Arthdal, así como el propietario de la Fortaleza de Fuego. Hace 50 años, y siendo un niño Mi-hol llegó a Arthdal y ayudó a los adultos de la tribu Hae a comenzar una operación agrícola a gran escala, realizó instrumentos de bronce y trajo abundancia para Arthdal permitiendo a los Hae alcanzar su estado actual. Mientras calculaba sus pasos y observaba la política arthdaliana, planificó meticulosamente para seguir la misión y supervivencia de la tribu Hae, sin embargo lo único que no tuvo en cuenta fue a su hija Tae Al-ha. |
| Yoon Sa-bong           | Hae Tu-ak    | -                | Es una guerrera de la tribu Hae y la asistente más cercana a Tae Al-ha. Aunque aparenta ser una mujer gregaria, torpe y con un cuerpo grande, en realidad es una guerrera experta en artes marciales y la mano derecha de Al-ha. Tiene la habilidad de aplastar los brazos de quienes la atacan mientras pronuncia palabras inocentes. |
| Park Sung-yun (박성연) | Hae Yeo-bi   | -                | Es la asistente más cercana a Hae Mi-hol, quien ha dedicado toda su vida a la supervivencia de la tribu Hae. Bajo la dirección de Mi-hol, supervisa de cerca a Tae Al-ha, a quien crio con sus propias manos. Es una mujer sin emociones, que reprende estrictamente a Al-ha. Es una experta en artes marciales y en ocasiones choca con Hae Tu-ak, quien es completamente opuesta a ella. |
| Bae Ki-beom            | Hae Heul-lip | -                | Es un historiador de Hae, y el recolector de información para Hae Mi-hol, a quien sigue fielmente. Gracias a su gran inteligencia y actuar rápido, se gana la confianza de Mi-hol. A Heul-lip se le confía con la tarea de registrar la información sobre Arthdal y todas las tribus de las Tierras en Arth. |
| -                      | Hae Al-yong  | -                | Es el principal historiador de la tribu Hae. Es el encargado de mantener la biblioteca de la Fortaleza de Fuego (inglés: "Fortress of Fire"), la cual contiene más de 5000 volúmenes de libros de bambú y cuero, que son equivalentes a todos los libros de las tierras de Arth y Aniachu. Como es el responsable de mantener publicar los libros es apodado por la gente de la Unión Tribal de Arthdal como "Al-yong el Sabio". |
| -                      | Hae Ga-eun   | -                | Es la tecnóloga agrícola de la tribu Hae, cuyo cerebro es tan superior que conoce las especias y razas de todas las plantas. |
| Im Jin-woong           | Hae Kka-dak  | -                | Es el padre de Hae Ddae-mun y un tecnólogo del bronce de la tribu Hae. Aunque por lo general es un hombre perezoso e ignorante, es el mejor fabricante de bronce de toda la tribu. |
| -                      | Hae Ddae-mun | -                | Es el hijo menor de Hae Kka-dak. Con solo escucharlos hablar, puede confundirse sobre quién es el padre y quién es el hijo. Ddae-mun te gruñirá cuando menos lo esperes. |

#### Bachi Guild
| Actor                              | Personaje    | N.º de episodios | Notas |
| ---------------------------------- | ------------ | ---------------- | --- |
| Jo Seung-yeon (조승연)             | Ha-rim       | -                | Es el padre de Chae-eun y padre adoptivo de Nun-byeol. Así como el principal curandero de Arthdal, quien nació en la tribu "White Mountain". Tiene grandes habilidades y técnicas en la cirugía, y puede reconocer cualquier hierba medicinal solo con verla. Sus excelentes habilidades médicas le permiten a Ta-gon hacer realidad su estrategia y gracias a su ayuda, Arthdal pudo ganar la Gran Guerra contra los Neanthal, por lo que Ha-rim carga una gran culpa, sabiendo que varios Neanthal murieron y que Asa Hon, quien no sabía de la conspiración, ha desaparecido. |
| Go Bo-gyeol Park Joon-seo (박준서) | Chae-eun     | -                | Es la hija de Ha-rim y una curandera, quien aprende naturalmente sobre medicina observando su padre. Es una mujer inteligente y brillante, a quien las Tribus de la Unión recurren si no pueden encontrar a su padre, quien se apoya en ella. Chae-eun no tiene prejuicios contra los Neanthal o Igutus, por lo que ayuda a Eun-seom cuando llega a Iark. |
| Ahn Hye-won                        | Nun-byeol    | -                | Es la hermana menor adoptiva de Chae-eun, a quien Ha-rim adopta como suya, luego de salvarla de los campos de batalla. Nun-byeol es la última mujer Neanthal, temiendo por su constitución naturalmente débil, Ha-rim le enseña a luchar con la espada. Aunque es capaz de copiar los movimientos, estos no tienen fuerza, por lo que se cansa rápidamente, sin embargo siempre tiene a su lado a Cha-eun, para protegerla. |
| -                                  | Su-chin      | -                | Es un miembro del templo de la medicina que proviene originalmente de una pequeña tribu minoritaria y quien sigue cualquier orden que dan Ha-rim y Chae-eun. |
| Ryu Shi-hyun (류시현)              | Mu-Myung-jin | -                | Es una artesana que trabaja en los barrios de teñido de telas y una miembro originalmente de la Tribu "White Mountain". |
| -                                  | Ul-baek      | -                | Es el Jefe del gremio Bachi (sindicato mercantil) y un miembro original de la Tribu Saenyeok, quien tiene una gran influencia en los mercados de Arthdal. |
| -                                  | Turihan      | -                | Es un miembro del gremio Bachi, quien se enorgullece de ser de la Tribu "White Mountain" y seguidor del Clan Asa. |
| -                                  | Ra-im        | -                | Es un miembro del gremio Bachi que a pesar de no haber nacido en el continente de Arth, se enorgullece de ser parte de la Unión Arthdal. |

#### Iark (Tribu Wahan)
| Actor          | Personaje | N.º de episodios | Notas |
| -------------- | --------- | ---------------- | --- |
| Jung Suk-yong  | Yeol-son  | -                | Es el padre de Tan-ya y el Jefe del Clan Wahan. Tiene agilidad en sus manos, las cuales usa hábilmente para crear pequeñas esculturas, muebles o armas, sus inventos son objetos raros que nunca han sido vistos por los clanes circundantes, por lo que son muy codiciados en los intercambios. Un día, cuando los guerreros de Arthdal llegan a Iark, lo secuestran y lo llevan a Arthdal, ahí donde la civilización está progresando, su capacidad para aprender rápido y su practicidad son altamente valoradas, luego de adaptarse a las nuevas formas de civilización, Yeol-son juega un papel importante en la historia de Arth.                           |
| Kim Ho-jung    | Cho-seol  | -                | Es la Gran Madre Espiritual del Clan Wahan (en inglés: "Great Spiritual Mother"), quien tiene una existencia noble y quien toma a Tan-ya, bajo sus brazos, a quien educa para convertirla en su próxima sucesora. Como sacerdotisa siente que se habrá un gran cambio entre la tierra de Iark y el Clan Wahan, y que Tan-ya estará en el centro de este. Cho-seol siempre está ansiosa de que Eun-seom y Tan-ya compartan una relación cercana, ya que luego de ver las reglas prohibidas de Wahan (las cuales han sido pasadas por generaciones entre las Grandes Madres Espirituales), descubre que la existencia de Eun-seom es un peligro para el Clan Wahan. |
| Shin Joo-hwan  | Dal-sae   | -                | Es el mejor cazador y guerrero de la tribu Wahan, así como el próximo sucesor del Clan, sin embargo, luego de ser secuestrado por Arthdal, en lo único que piensa es en sobrevivir. En Iark, aunque casi siempre está molestando a Eun-seom, pronto se convierte en su compañero más cercano. |
| Park Jin       | Moong-tae | -                | Es un guerrero de Wahan con poca agilidad, que tiene muchos miedos y comete muchos errores mientras caza, sin embargo a pesar de esto, tiene una gran fuerza. Es un joven tímido que se rinde rápidamente al cruel poder militar de Arthdal. |
| Yang Kyung-won | Teo-dae   | -                | Es un fuerte guerrero de Wahan, quien entre la tribu es considerado como el próximo cazador experto después de Dal-sae. |
| Kim Choong-gil | Book-soe  | -                | Es un guerrero de Wahan, aunque parece fuerte en realidad es un hombre con corazón bueno. Ama comer y cuando está en Iark siempre tiene un pedazo de carne seca en la boca. |
| Go Na-hee      | Do-ti     | -                | Es la hija de Wooroomi, una pequeña que sobrevive el día de la masacre de la tribu Wahan. Más tarde acompaña a Eun-seom hasta Arthdal, donde experimenta un nuevo mundo y aunque constantemente lo está regañando a Eun-seom, también lo ayuda. |
| Shin Mun-sung  | Doon-ji   | -                | |
| Song Jae-ryong | Gum-bool  | -                | |
| Park Ok-chool  | Agaji     | -                | |
| Kim Bi-bi      | Wooroomi  | -                | Es la madre de Do-ti y la mejor lanzadora en tiro con honda de Wahan. |

#### Neanthal
| Actor                 | Personaje                           | N.º de episodios | Notas |
| --------------------- | ----------------------------------- | ---------------- | --- |
| Yoo Tae-o             | Ragaz                               | -                | Es el padre de Eun-seom y Saya, quien muere luego de ser asesinado por una flecha disparada por Ta-gon, mientras intentaba huir con su hijo Saya de Moo-baek y sus soldados. |
| Moon Jong-won         | Raknrup                             | -                | |
| Ok Go-won             | Muteurubeu                          | -                | |
| Song Jong-ho          | Yiseuroobeu                         | -                | |
| Nichkhun Choi Ro-woon | Rottip (de adulto) Rottip (de niño) | 10-12, 14        | Es uno de los últimos Neanthals vivos en Arth. |

#### Doldambool
| Actor                    | Personaje   | N.º de episodios | Notas                                             |
| ------------------------ | ----------- | ---------------- | ------------------------------------------------- |
| Kim Sung-cheol           | Ipsaeng     | -                | Es un esclavo y amigo de Eun-seom en las minas.   |
| Tae Won-seok             | Badoru      | -                |                                                   |
| -                        | Olmadae     | -                |                                                   |
| Jo Byung-gyu             | Satenic     | -                | [ 37 ]                                            |
| Baek Seung-ik (백승익)   | Chanaraki   | -                |                                                   |
| Kim Do-hyun (김도현)     | Syoreujakin | -                |                                                   |
| -                        | Koldu       | -                |                                                   |
| Lee Sung-woo (이성우)    | -           | -                | Es uno de los traficantes de esclavos de la mina. |
| Choi dong-goo (최동구)   | -           | -                | Es uno de los traficantes de esclavos de la mina. |
| Kim Han-jong (김한종)    | -           | -                | Es uno de los traficantes de esclavos de la mina. |
| Son Sang-kyeong (손상경) | -           | -                | Es uno de los traficantes de esclavos de la mina. |

#### Tribu Momo
| Actor        | Personaje | N.º de episodios | Notas                                     |
| ------------ | --------- | ---------------- | ----------------------------------------- |
| Erika Karata | Karika    | 12;14            | Es la "Xabara" (cabeza) de la tribu Momo. |
| Shim Eun-woo | Tapien    | -                | Es la esposa de Satenic.                  |

#### Tribu Ago (Myossi)
| Actor                  | Personaje     | N.º de episodios | Notas           |
| ---------------------- | ------------- | ---------------- | --------------- |
| Lee Hwa-ryong (이화룡) | Pasa          | -                |                 |
| Ha Joon                | Tachoogan     | -                | Es un guerrero. |
| Bae Da-bin             | Miroosol      | -                | [ 42 ]          |
| -                      | Abuela Myossi | -                |                 |

#### Tribu Ago (Taessi)
| Actor                  | Personaje | N.º de episodios | Notas |
| ---------------------- | --------- | ---------------- | ----- |
| Ko Chang-seok (고창석) | Taeapdok  | -                |       |
| Kim Jung-young         | Soohana   | -                |       |
| -                      | Taemaja   | -                |       |
| -                      | Taedachi  | -                |       |
| -                      | Taenima   | -                |       |

### Otros personajes
| Actor               | Personaje      | Episodio donde apareció | Parte | Notas                                                                               |
| ------------------- | -------------- | ----------------------- | ----- | ----------------------------------------------------------------------------------- |
| Choi Moo-sung       | Gitoha         | -                       | -     | [ 43 ]                                                                              |
| Geum Bo (금보)      | Bokchang Kkoon | -                       | -     |                                                                                     |
| Eom Ji-man (엄지만) | Bowu           | -                       | -     | Es un miembro de la Tibu Gadeul.                                                    |
| Kwon Bum-taeg       | -              | -                       | -     |                                                                                     |
| Kim Ji-soo          | Sae Na-rae     | 1                       | -     | El primer interés romántico de Saya, quien muere gracias a los planes de Tae Al-ha. |

## Episodios
La serie está conformada por 1 temporada (dividida en tres partes) y emitió 18 episodios, transmitidos todos los sábados y domingos a las 21:00 (KST) y 1 especial:
- La primera parte fue titulada The Children of Prophecy y contó con 6 episodios, los cuales fueron emitidos del 1 de junio del 2019[48] al 16 de junio del 2019.
- La segunda parte fue titulada The Sky Turning Inside Out, Rising Land, transmitiendo 6 episodios del 22 de junio del 2019 al 7 de julio del mismo año.
- Finalmente la tercera parte titulada The Prelude To All Legends, contó con 6 episodios, los cuales fueron emitidos del 7 de septiembre del 2019[49][50] al 22 de septiembre del 2019.[51]

### Raitings
Los números en azul indican los episodios con las puntuaciones más altas, mientras que los números en rojo indican los episodios con menor calificación.
| Episodio                                                                     | Fecha de emisión                                 | Participación promedio de audiencia              | Participación promedio de audiencia              |                                                  |
| Episodio                                                                     | Fecha de emisión                                 | AGB Nielsen                                      | AGB Nielsen                                      |                                                  |
| Episodio                                                                     | Fecha de emisión                                 | A escala nacional                                | Seúl                                             |                                                  |
| Part 1: The Children of Prophecy (예언의 아이들)                             | Part 1: The Children of Prophecy (예언의 아이들) | Part 1: The Children of Prophecy (예언의 아이들) | Part 1: The Children of Prophecy (예언의 아이들) | Part 1: The Children of Prophecy (예언의 아이들) |
| ---------------------------------------------------------------------------- | ------------------------------------------------ | ------------------------------------------------ | ------------------------------------------------ | ------------------------------------------------ |
| 1                                                                            | 1 de junio de 2019                               | 6.729 %                                          | 7.736 %                                          |                                                  |
| 2                                                                            | 2 de junio de 2019                               | 7.310 %                                          | 8.222 %                                          |                                                  |
| 3                                                                            | 8 de junio de 2019                               | 6.435 %                                          | 6.454 %                                          |                                                  |
| 4                                                                            | 9 de junio de 2019                               | 7.705 %                                          | 8.952 %                                          |                                                  |
| 5                                                                            | 15 de junio de 2019                              | 5.787 %                                          | 5.955 %                                          |                                                  |
| 6                                                                            | 16 de junio de 2019                              | 7.226 %                                          | 7.757 %                                          |                                                  |
| Part 2: The Sky Turning Inside Out, Rising Land (뒤집히는 하늘, 일어나는 땅) |                                                  |                                                  |                                                  |                                                  |
| 7                                                                            | 22 de junio de 2019                              | 5.792 %                                          | 6.199 %                                          |                                                  |
| 8                                                                            | 23 de junio de 2019                              | 6.496 %                                          | 7.110 %                                          |                                                  |
| 9                                                                            | 29 de junio de 2019                              | 5.767 %                                          | 6.408 %                                          |                                                  |
| 10                                                                           | 30 de junio de 2019                              | 6.775 %                                          | 7.461 %                                          |                                                  |
| 11                                                                           | 6 de julio de 2019                               | 6.258 %                                          | 7.131 %                                          |                                                  |
| 12                                                                           | 7 de julio de 2019                               | 6.771 %                                          | 7.325 %                                          |                                                  |
| Part 3: The Prelude To All Legends (아스, 그 모든 전설의 서곡)               |                                                  |                                                  |                                                  |                                                  |
| 13                                                                           | 7 de septiembre de 2019                          | 6.115 %                                          | 6.767 %                                          |                                                  |
| 14                                                                           | 8 de septiembre de 2019                          | 7.200 %                                          | 8.068 %                                          |                                                  |
| 15                                                                           | 14 de septiembre de 2019                         | 4.830 %                                          | 5.416 %                                          |                                                  |
| 16                                                                           | 15 de septiembre de 2019                         | 6.924 %                                          | 7.440 %                                          |                                                  |
| 17                                                                           | 21 de septiembre de 2019                         | 6.412 %                                          | 7.251 %                                          |                                                  |
| 18                                                                           | 22 de septiembre de 2019                         | 7.373 %                                          | 7.581 %                                          |                                                  |
| Promedio                                                                     | Promedio                                         | 6.550 %                                          | 7.180 %                                          |                                                  |
| Especial                                                                     | 26 de mayo de 2019                               | 2.290 %                                          | 2.804 %                                          |                                                  |

## Música
El OST de la serie está conformado por 2 canciones:

### Parte 1
| No. | Intérprete | Canción                                   | Letra         | Música       | Duración |
| --- | ---------- | ----------------------------------------- | ------------- | ------------ | -------- |
| 1   | Ailee      | "The Poem of Destiny (운명의 시)"         | Seo Dong-sung | Park Sung-il | 3:39     |
| 2   | -          | "The Poem of Destiny (운명의 시)" (Inst.) | -             | Park Sung-il | 3:39     |

### Parte 2
| No. | Intérpretes | Canción                           | Letra         | Música       | Duración |
| --- | ----------- | --------------------------------- | ------------- | ------------ | -------- |
| 1   | Hareem      | "Bloody Dreams (붉은 꿈)"         | Seo Dong-sung | Park Sung-il | 3:35     |
| 2   | -           | "Bloody Dreams (붉은 꿈)" (Inst.) | -             | Park Sung-il | 3:35     |

## Premios y nominaciones
| Año  | Categoría                      | Premio                  | Trabajo              | Resultado |
| ---- | ------------------------------ | ----------------------- | -------------------- | --------- |
| 2019 | Actor of the Year (Daesang)    | Asia Artist Award       | Jang Dong-gun        | Ganó      |
| 2019 | Excellence Award, Actress      | 12th Korea Drama Award  | Kim Ji-won           | Nominada  |
| 2018 | Most Anticipated Drama of 2019 | Korea First Brand Award | "Arthdal Chronicles" | Ganó      |

## Producción
La serie fue creada por "Studio Dragon". También es conocida como "Asadal Chronicles".
Fue dirigida por Kim Won-seok, quien contó con los guionistas Kim Young-hyun y Park Sang-yeon.
Fe filmada en Corea del Sur y Brunéi. Antes de iniciar las filmaciones el elenco asistió a un taller de trabajo, posteriormente las filmaciones iniciaron en septiembre de 2018 y concluyeron en mayo de 2019.
La primera lectura de guion se llevó a cabo el 26 de agosto del 2018. En diciembre del mismo año se realizó una ceremonia de apertura para la serie, donde asistieron los actores Jang Dong-gun, Song Joong-ki, Kim Ji-won, Kim Ok-bin, Kim Eui-sung y Park Hae-joon, así como el equipo de producción. La primera lectura del guion fue realizada en mayo del 2019.
También contó con el apoyo de las compañías de producción "Studio Dragon" y "KPJ".
El 27 de enero de 2022, Studio Dragon, la productora del drama anunció que ampliará la visión del mundo de esta obra a juegos y webtoons, luego de haber firmado un acuerdo comercial de desarrollo conjunto de propiedad intelectual (IP) con Netmarble. También anunció que abriría un juego de rol en línea multijugador (MMORPG) de 'Arthdal Chronicle' el próximo año.
El 21 de febrero de 2022, la productora Studio Dragon anunció oficialmente que la muy esperada segunda temporada de la serie tenía como objetivo comenzar la producción ese mismo año. También anunció que el elenco, el horario de transmisión y la plataforma aún no se han confirmado.

### Presupuesto
La serie atrajo una gran atención debido a su enorme presupuesto, ya que la serie contó con 54 mil millones de wones ($45.65 millones).

### Recepción
Recibió calificaciones de audiencia inferiores a lo esperado, en comparación con su masivo presupuesto. A pesar de esto, el primer episodio recibió calificaciones de 6.7 % y alcanzó su punto máximo de 8 %, ubicándose en primer lugar para los dramas del mismo horario, incluidos a las estaciones de transmisión no por cable.

#### Críticas
A su estreno, recibió críticas mixtas. Muchos de los fanáticos de la popular serie norteamericana Game of Thrones, la criticaron por presentar demasiadas similitudes con la serie. Mientras que otros criticaron el deficiente uso del CGI, una trama aburrida y lenta, así como similar a la de otros dramas y películas de fantasía extranjeras centradas en la antigüedad. Nikko Dizon del "Rappler" dijo: "quizás hayan similitudes entre los trajes, los personajes o la cinematografía, pero acusar a "Arthdal Chronicles" de ser un imitador de Game of Thrones, es bastante exagerado". También comentó que la serie: "tenía su propia historia y sabor" y "que era creíble para cualquiera a quien le gusten los dramas de épocas".
El escritor de la serie Park Sang-yeon comentó: "ni siquiera pensaría en comparar nuestra serie con Game of Thrones" y no creo que nuestro objetivo sea crear algo similar... No trataría de afirmar que hago algo similar a la serie y no creo que sea una comparación apropiada", también añadió: "intentamos crear una gran serie construyendo un mundo ficticio propio con nuestra imaginación y espero que vean nuestra serie tal como es".
John Serba de "Decider.com", le dio una calificación de "Saltarse" (en inglés: "Skip It"), comentando que ocurría en un tiempo más primitivo que Game of Thrones y parecía estar configurada para explorar diferentes ideas sobre la criatura humana y su sed por el poder y sus posesiones". También comentó que el programa se diferenciaba aún más de la serie por su ausencia de desnudos y escenas de sexo.
Los espectadores también se mostraron desconcertados por el entorno histórico, ya que aunque el drama se desarrollaba durante la Edad de Bronce, los personajes eran vistos utilizando armaduras y armas que no pertenecían a esa época.
Por otro lado, el drama fue elogiado por su intrigante historia y entorno único, tocando temas como el significado de una tribu, una alianza y una nación, así como la religión.
Joan MacDonald, colaboradora de Forbes mencionó: "el impresionante trabajo de la cámara que hace la serie es un placer visual, capturando panoramas de gran alcance que ubican a los humanos en el contexto de un mundo amplio que espera ser explorado y posiblemente conquistado".

#### Controversias
El equipo de producción fue criticado por el maltrato al personal de producción, quienes los acusaban de violar las leyes laborales de grupos cívicos locales, incluidos el "Hanbit Media Labor Rights Center" con sede en Seúl y el "Hope Solidarity Labor Union", ya que habían estado sujetos a un ambiente de trabajo "feroz", en donde los hacían trabajar hasta 150 horas a la semana. Las organizaciones reportaron a "Studio Dragon" con la Administración de Empleo y Trabajo de Seúl (en inglés: "Seoul Employment and Labor Administration").
Aunque el Studio Dragon, respondió a las acusaciones, diciendo que habían cumplido sus propias reglas laborales, también admitieron que habían filmado durante 113 horas a la semana durante la semana que habían estado en Brunéi, para poder aprovechar al máximo su tiempo filmando en el extranjero.
También fue fuertemente criticada por aparentemente "plagiar" a la exitosa serie americana Game of Thrones. Otros la criticaron debido al mal uso del CGI, para crear las míticas tierras de Arthdal, así como a su aburrido y lento ritmo, ya que durante cuatro episodios seguían presentando a una gran cantidad de personajes y tramas, lo que hizo que los espectadores perdieran el interés.

### Emisión internacional
La serie también es emitida por Netflix.
| País      | Título             | Cadena      | Fecha de emisión |
| --------- | ------------------ | ----------- | ---------------- |
| Filipinas | The Golden Hairpin | GMA Network | 2020             |